# 都市計画道路金池桜ヶ丘線
都市計画道路金池桜ヶ丘線（としけいかくどうろ かないけさくらがおかせん）は、大分県大分市の大分駅付近で、駅南側の都市計画道路庄の原佐野線（大分中央幹線道路）と駅北側の国道10号とを結ぶ都市計画道路である。

## 概要
金池桜ヶ丘線は、大分駅の東側で駅の南北を結ぶ路線であり、駅南側で都市計画道路庄の原佐野線（大分中央幹線道路）と、また、駅北側の金池町で国道10号とそれぞれ接続する、計画延長660m（実延長約620m）、計画幅員25mの路線である。大分駅付近の高架化工事に伴って駅の南北を結ぶために新たに整備された道路のひとつである。
本路線のうち、大分駅の南北側のそれぞれについては整備が進んでいたが、線路を越えて南北を連絡する部分の竣工は、高架化の完成を待たなければならなかった。2012年3月17日の高架化完成を受け、まず同年4月7日に仮設歩行者用通路が供用開始。高架後の駅南北を結ぶ新路線の先頭を切って、2013年2月14日に全線が開通した。
高架後の大分駅南北を結ぶ新路線としては他に、大分駅西側に都市計画道路末広東大道線の整備が進められ、2014年3月末に全面開通している。